# Ostfront
Ostfront, aussi typographié Ost+Front, est un groupe de Neue Deutsche Härte allemand, originaire de Berlin.

## Biographie

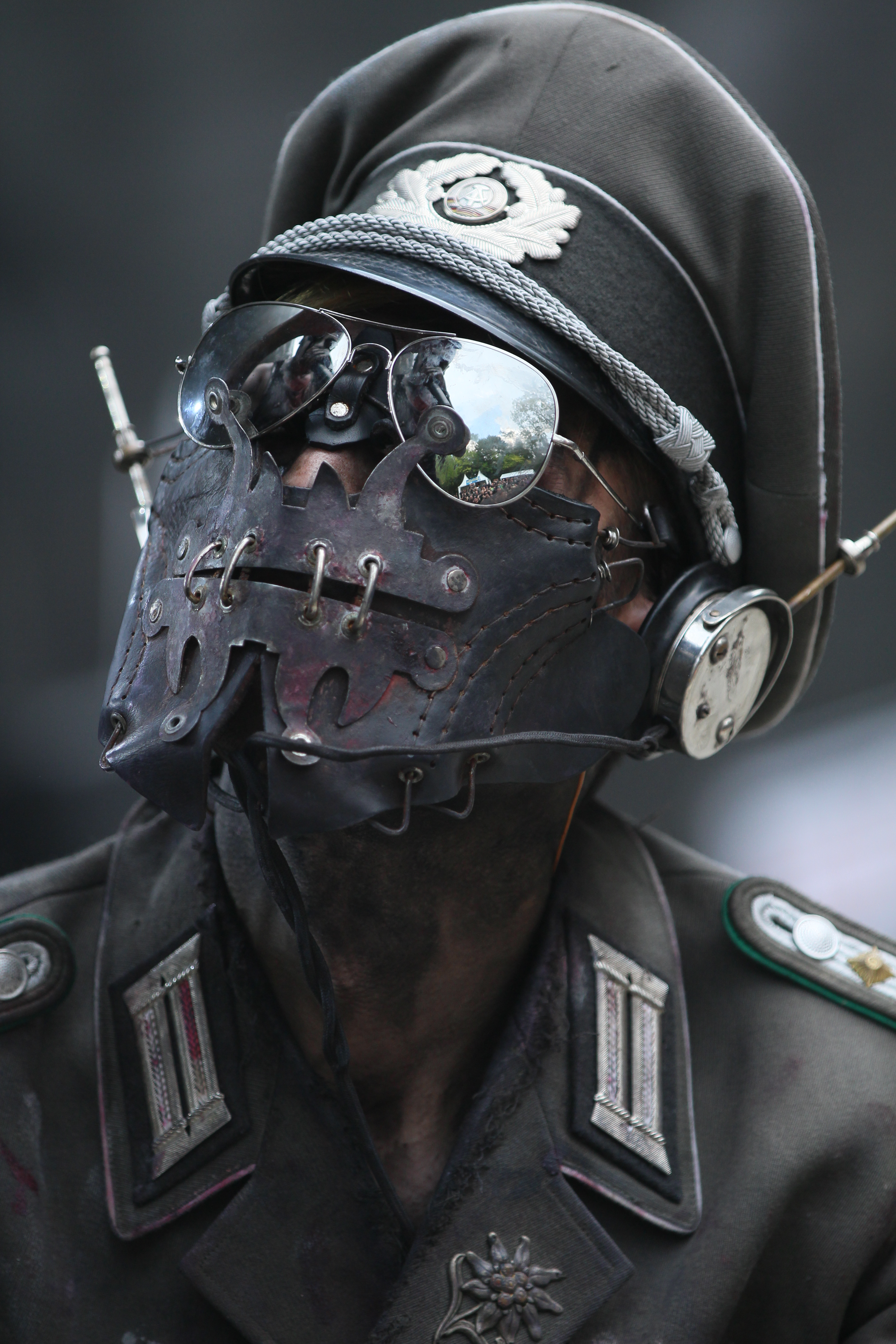
Eva Edelweiß, sur scène avec Ostfront, en 2014.

Ostfront, qui signifie littéralement Front de l'Est, est formé en 2008 par Patrick Lange (Herrmann Ostfront), aussi membres des groupes Corvus Corax, Tanzwut et Schelmish. En 2011, Ostfront participe au festival M'era Luna avec Chris L. (Agonoize) comme chanteur. Deux semaines plus tard, Chris quitte le groupe, et est remplacé par Patrick Long sous le pseudonyme Herrmann Ostfront. Cette formation commence l'enregistrement d'un premier album. 
Le 10 août 2012, leur premier album, Ave Maria, est publié. L'album s'accompagne d'une vidéo de la chanson Ich liebe es, bien accueillie par la presse musicale, mais classée -18 ans par l'organisation locale Freiwillige Selbstkontrolle der Filmwirtschaft (FSK) à cause d'images sexuelles explicites,. Après un changement, l'album sera classé -16 ans. Hormis ces événements, l'album débute le 28 août à la 68e place des classements musicaux allemands pendant une semaine. L'album est pourtant accueilli d'une manière mitigée par la presse spécialisée, notamment à cause des paroles considérées extrémistes,. La sortie de l'album suit par des concerts dans plusieurs villes allemandes, puis en mars 2013, par des concerts à l'étranger.
En fin septembre 2013, le groupe publie l'EP Bitte schlag mich, qui comprend une reprise de la chanson Out of the Dark de Falco,.
Le 24 janvier 2014 sort l'album Olympia, qui atteint la 25e place des classements allemands. Musikreviews.de considère l'album comme une copie admirablement parfaite de Rammstein. Les magazines Tombstone et Mindbreed louent les paroles profondes et le souci du détail. Ost+Front délivre un album qui diffère de son premier opus axé sur l'humour noir,.
Le 30 octobre 2015 sort le single Sternenkinder, limité à 999 exemplaires. Il s'accompagne en parallèle d'une vidéo. Le 22 janvier 2016, le groupe publie l'album Ultra.

## Style musical
La formation est largement influencée par Rammstein en ce qui concerne les compositions musicales, les paroles controverses, critiques et provocatrices et les apparitions explicites sur scène et dans les vidéos du groupe. Les noms des musiciens ridiculisent certains noms stéréotypes allemands d'une manière martiale faisant allusion à des événements ou personnages du Troisième Reich. Pourtant, il s'agit encore une fois d'un outil de provocation et le groupe ne fait pas la promotion de l'idéologie de l'extrême-droite.

## Membres

### Membres actuels
- Hermann "Ostfront" : chant
- Otto Schmalzmann : guitare
- Siegfried Helm : guitare
- Wilhelm Rotlauf : basse
- Eva Edelweiß : clavier, percussions
- Fritz Knacker : batterie

### Anciens membres
- Chris L. - chant (2011)
- Gernhardt von Brüh - guitare (2011–2015)

## Discographie
Depuis 2012, le groupe a sorti 6 albums, dont un "live" :

### Albums
- 2012 : Ave Maria
- 2014 : Olympia
- 2016 : Ultra
- 2018 : Adrenalin
- 2020 : Dein Helfer in der Not

### Live
- 2018 : Live in Moskau

### Singles
- 2011 : Fleisch
- 2013 : Bitte schlag mich
- 2013 : Liebeslied
- 2014 : Freundschaft
- 2015 : Sternenkinder
- 2017 : Fiesta de sexo
- 2017 : Arm & reich
- 2018 : Adrenalin
- 2018 : Heavy Metal